# Martinice, Kroměříž
Martinice là một làng thuộc huyện Kroměříž, vùng Zlínský, Cộng hòa Séc.